# العلاقات الغانية اللبنانية
العلاقات الغانية اللبنانية هي العلاقات الثنائية التي تجمع بين غانا ولبنان.

## مقارنة بين البلدين
هذه مقارنة عامة ومرجعية للدولتين:
| وجه المقارنة                                              | غانا         | لبنان                                                                |
| --------------------------------------------------------- | ------------ | -------------------------------------------------------------------- |
| المساحة (كم2)                                             | 238.53 ألف   | 10.45 ألف                                                            |
| عدد السكان (نسمة)                                         | 26.91 مليون  | 6.10 مليون                                                           |
| الكثافة السكانية (ن./كم²)                                 | 112.82       | 583.73                                                               |
| العاصمة                                                   | أكرا         | بيروت                                                                |
| اللغة الرسمية                                             | لغة إنجليزية | اللغة العربية، لغة فرنسية                                            |
| العملة                                                    | سيدي غاني    | ليرة لبنانية                                                         |
| الناتج المحلي الإجمالي (بليون دولار)                      | 47.33 مليار  | 51.84 مليار                                                          |
| الناتج المحلي الإجمالي (تعادل القوة الشرائية) بليون دولار | 115.41 مليار | 81.54 مليار                                                          |
| الناتج المحلي الإجمالي الاسمي للفرد دولار أمريكي          | 1.37 ألف     | 8.05 ألف                                                             |
| الناتج المحلي الإجمالي للفرد دولار أمريكي                 | 4.08 ألف     | 17.46 ألف                                                            |
| مؤشر التنمية البشرية                                      | 0.579        | 0.769                                                                |
| رمز المكالمات الدولي                                      | +233         | +961                                                                 |
| رمز الإنترنت                                              | .gh          | .lb                                                                  |
| المنطقة الزمنية                                           | 00           | ت ع م+02:00، ت ع م+03:00، توقيت شرق أوروبا، توقيت شرق أوروبا الصيفي ‏ |

## منظمات دولية مشتركة
يشترك البلدان في عضوية مجموعة من المنظمات الدولية، منها:
| علم المنظمة | اسم المنظمة                               | تاريخ انضمام غانا | تاريخ انضمام لبنان |
| ----------- | ----------------------------------------- | ----------------- | ------------------ |
|             | مؤسسة التنمية الدولية                     | 29 ديسمبر 1960    | 10 أبريل 1962      |
|             | يونسكو                                    | 11 أبريل 1958     | 4 نوفمبر 1946      |
|             | وكالة ضمان الاستثمار متعدد الأطراف        | 29 أبريل 1988     | 19 أكتوبر 1994     |
|             | الأمم المتحدة                             | 8 مارس 1957       | 24 أكتوبر 1945     |
|             | الاتحاد البريدي العالمي                   | ?                 | ?                  |
|             | البنك الدولي للإنشاء والتعمير             | 20 سبتمبر 1957    | 14 أبريل 1947      |
|             | الاتحاد الدولي للاتصالات                  | 17 مايو 1957      | 12 يناير 1924      |
|             | منظمة حظر الأسلحة الكيميائية              | ?                 | ?                  |
|             | مؤسسة التمويل الدولية                     | 3 أبريل 1958      | 28 ديسمبر 1956     |
|             | المركز الدولي لتسوية المنازعات الاستشارية | 14 أكتوبر 1966    | 25 أبريل 2003      |
|             | منظمة الشرطة الجنائية الدولية             | ?                 | ?                  |

## أعلام
هذه قائمة لبعض الشخصيات التي تربطها علاقات بالبلدين:
- جولييت إبراهيم (ممثلة غانية، 3 مارس 1986 – )
- مجيد ميشيل (ممثل غاني، 22 سبتمبر 1980 – )

## وصلات خارجية
- موقع وزارة الخارجية الغانية